# Championnat de Bolivie de football 1988
Navigation
Saison précédente Saison suivante
La saison 1988 du Championnat de Bolivie de football est la quatorzième édition du championnat de première division en Bolivie. Le championnat se dispute en quatre phases :
- les treize équipes jouent les unes contre les autres deux fois, à domicile et à l'extérieur, au sein d'une poule unique. Les sept premiers se qualifient pour la deuxième phase tandis que le dernier est directement relégué en deuxième division.
- lors de la deuxième phase, les sept clubs sont répartis en deux groupes, où chaque équipe joue à nouveau deux fois contre leurs adversaires. Les deux premiers de chaque groupe obtiennent leur billet pour la phase finale.
- la phase finale est jouée sous forme de coupe, avec demi-finales et finales jouées en matchs aller et retour.
- enfin, le titre est disputé entre le vainqueur de la phase finale et le club classé premier à l'issue de la phase régulière.

C'est le club de Bolivar La Paz, tenant du titre, qui remporte à nouveau la compétition après avoir battu en finale nationale The Strongest La Paz. C'est le sixième titre de champion de l'histoire du club, le cinquième en sept ans.

## Qualifications continentales
Le champion se qualifie pour la phase de groupes de la Copa Libertadores 1989, tout comme le club classé en tête à l'issue de la première phase. Comme ici Bolivar La Paz a raflé les deux accessits, c'est le finaliste du championnat, The Strongest La Paz, qui obtient sa qualification.

## Les clubs participants
| - Jorge Wilstermann Cochabamba - Aurora Cochabamba - San José Oruro - Oriente Petrolero - Bolivar La Paz - Real Santa Cruz - Destroyers Santa Cruz | - Ciclón Tarija - Club Always Ready - Club Blooming - The Strongest La Paz - Universitario de Sucre - Litoral La Paz |

## Compétition

### Première phase
Le barème utilisé pour établir le classement est le suivant :
- Victoire : 2 points
- Match nul : 1 point
- Défaite : 0 point

| Rang | Équipe                       | Pts | J  | G  | N | P  | Bp | Bc | Diff |
| ---- | ---------------------------- | --- | -- | -- | - | -- | -- | -- | ---- |
| 1    | Bolivar La PazT              | 35  | 24 | 15 | 5 | 4  | 53 | 22 | +31  |
| 2    | The Strongest La Paz         | 31  | 24 | 13 | 5 | 6  | 41 | 28 | +13  |
| 3    | Jorge Wilstermann Cochabamba | 29  | 24 | 12 | 5 | 7  | 35 | 16 | +19  |
| 4    | Oriente Petrolero            | 29  | 24 | 11 | 7 | 6  | 36 | 27 | +9   |
| 5    | Club Blooming                | 26  | 24 | 10 | 6 | 8  | 39 | 29 | +10  |
| 6    | Litoral La Paz               | 26  | 24 | 10 | 6 | 8  | 34 | 29 | +5   |
| 7    | Destroyers Santa Cruz        | 25  | 24 | 9  | 7 | 8  | 40 | 37 | +3   |
| 8    | Club Always Ready            | 25  | 24 | 9  | 7 | 8  | 29 | 35 | -6   |
| 9    | Real Santa Cruz              | 21  | 24 | 8  | 5 | 11 | 27 | 45 | -18  |
| 10   | San José Oruro               | 20  | 24 | 8  | 4 | 12 | 39 | 40 | -1   |
| 11   | Ciclón Tarija                | 19  | 24 | 8  | 3 | 13 | 29 | 47 | -18  |
| 12   | Universitario de Sucre       | 16  | 24 | 6  | 4 | 14 | 23 | 43 | -20  |
| 13   | Aurora Cochabamba            | 10  | 24 | 3  | 4 | 17 | 21 | 48 | -27  |

|  | Qualification pour la Copa Libertadores 1989 et la deuxième phase |
|  | Qualification pour la deuxième phase                              |
|  | Relégation directe en deuxième division                           |
|  | T: Tenant du titre                                                |

### Deuxième phase
| Rang | Équipe                       | Pts | J | G | N | P | Bp | Bc | Diff |
| ---- | ---------------------------- | --- | - | - | - | - | -- | -- | ---- |
| 1    | Oriente Petrolero            | 10  | 6 | 4 | 2 | 0 | 9  | 3  | +6   |
| 2    | Destroyers Santa Cruz        | 8   | 6 | 3 | 2 | 1 | 9  | 6  | +3   |
| 3    | Club Blooming                | 4   | 6 | 2 | 0 | 4 | 6  | 10 | -4   |
| 4    | Jorge Wilstermann Cochabamba | 2   | 6 | 0 | 2 | 4 | 3  | 8  | -5   |

| Rang | Équipe               | Pts | J | G | N | P | Bp | Bc | Diff |
| ---- | -------------------- | --- | - | - | - | - | -- | -- | ---- |
| 1    | Bolivar La Paz       | 6   | 4 | 3 | 0 | 1 | 8  | 4  | +4   |
| 2    | The Strongest La Paz | 4   | 4 | 2 | 0 | 2 | 6  | 5  | +1   |
| 3    | Litoral La Paz       | 2   | 4 | 1 | 0 | 3 | 4  | 9  | -5   |

### Phase finale
Demi-finales :
| Équipe 1          | Résultat | Équipe 2              | Aller | Retour |
| ----------------- | -------- | --------------------- | ----- | ------ |
| Bolivar La Paz    | 0 - 2    | Destroyers Santa Cruz | 0 - 0 | 0 - 2  |
| Oriente Petrolero | 2 - 3    | The Strongest La Paz  | 1 - 0 | 1 - 3  |

Finale :
| Équipe 1              | Résultat | Équipe 2             | Aller | Retour |
| --------------------- | -------- | -------------------- | ----- | ------ |
| Destroyers Santa Cruz | 1 - 5    | The Strongest La Paz | 1 - 3 | 0 - 2  |

### Finale pour le titre
| Équipe 1       | Résultat | Équipe 2             |
| -------------- | -------- | -------------------- |
| Bolivar La Paz | 3 - 0    | The Strongest La Paz |

## Bilan de la saison
| Championnat de Bolivie de football 1988 |                           |
| Champion                                | Bolivar La Paz (6e titre) |
| Qualifications continentales            |                           |
| Copa Libertadores 1989                  | Bolivar La Paz            |
| Copa Libertadores 1989                  | The Strongest La Paz      |
| Promotions et relégations               |                           |
| Promus en Primera A                     | Aucun                     |
| Relégués en Primera B                   | Aurora Cochabamba         |